# Азербайджано-северомакедонские отношения
Азербайджано-северомакедонские отношения — двусторонние отношения между Азербайджанской Республикой и Республикой Северная Македония в политической, социально-экономической, культурной и иных сферах.

## Дипломатические отношения
Северная Македония признала независимость Азербайджана 25 июня 1995 года.
Дипломатические отношения между Азербайджаном и Северной Македонией впервые установлены 28 июня 1995 года.
Посол Азербайджана в Сербии представляет также интересы Азербайджана в Северной Македонии.
Посольство Северной Македонии в Турции аккредитовано также в Азербайджане. В Азербайджане действует консульство Северной Македонии.
5 декабря 2000 года в Милли Меджлисе Азербайджана образована азербайджано-северомакедонская межпарламентская рабочая группа. Руководителем группы является Фазиль Мустафа.
28 - 29 июня 2007 года министр иностранных дел Азербайджана Эльмар Мамедъяров посетил Северную Македонию с рабочим визитом для участия в Форуме безопасности Совета евроатлантического партнерства НАТО.
C 29 июня по 1 июля 2012 года президент Северной Македонии Георге Иванов посетил Азербайджан для участия в Форуме Кранс Монтано.
27—30 апреля 2015 года президент Северной Македонии Георге Иванов посетил Азербайджан с рабочим визитом.
10—11 марта 2016 года, 16 марта 2017 года, 15—17 марта 2018 года президент Македонии Георге Иванов посетил Баку с целью участия в IV, V, VI Глобальном Бакинском Форумах.
30 ноября 2023 года министр иностранных дел Азербайджана Джейхун Байрамов посетил с визитом Северную Македонию для участия в 30-м заседании Совета министров иностранных дел ОБСЕ.
В ноябре 2024 года президент Северной Македонии Гордана Силяновская-Давкова посетила Баку с 3-х дневным визитом с целью принять участие на саммите мировых лидеров COP29.
В марте 2025 года президент Северной Македонии Гордана Силяновская-Давкова совершила официальный визит в Азербайджан.
17 июня 2025 года председатель Собрания Северной Македонии Африм Гаши посетил Азербайджан с официальным визитом.

## Договорно-правовая база
Между Азербайджаном и Северной Македонией подписано 5 документов, в том числе:
- Соглашение об избежании двойного налогообложения на доходы и имущество и предотвращении уклонения от уплаты налогов (21 июня 2013)[10]
- Соглашение о поощрении и взаимной защите инвестиций (21 июня 2013)[11]
- Соглашение о сотрудничестве и взаимопомощи в таможенном деле (29 июня 2012)[12]

## В области экономики
Северная Македония имеет экономическое представительство в Азербайджане с офисом в городе Баку.
В сентябре 2019 года в ходе 74-й сессии Генеральной Ассамблеи Организации Объединённых Наций, проходившей в Нью-Йорке, с состоялась встреча министра иностранных дел Азербайджана Эльмара Мамедъярова с премьер-министром Северной Македонии Зораном Заевым. Были обсуждены перспективы реализации энергетических проектов.
Планируется подключение Северной Македонии к Трансадриатическому трубопроводу для транспортировки азербайджанского газа с месторождения «Шахдениз» в Европу.

### Товарооборот (тыс. долл.)
| Годы | Импорт | Экспорт | Товарооборот | Сальдо  |
| 2015 | 774.4  | -       | 774.4        | -774.4  |
| 2016 | 422.7  | 6.3     | 429          | -422.7  |
| 2017 | 963    | -       | 963          | -963    |
| 2018 | 837.42 | 27.83   | 865.25       | -809.59 |

| Год  | Экспорт Азербайджана | Импорт Азербайджана | Сумма товарооборота |
| ---- | -------------------- | ------------------- | ------------------- |
| 2020 | 8,43                 | 601,78              | 610,21              |
| 2021 | 326,86               | 765,88              | 1 092,74            |
| 2022 | 0                    | 1 608,74            | 1 608,74            |
| 2023 | 11,1                 | 1 553,41            | 1 564,51            |
| 2024 | 4,95                 | 1 561,72            | 1 566,67            |

## Туризм
Между министерствами иностранных дел двух стран действует соглашение о безвизовом передвижении.